# When the Swallows Fly / Give Your Best
A When the Swallows Fly/Give Your Best a Bee Gees egyik kislemeze.

## Közreműködők
- Barry Gibb – ének, gitár
- Maurice Gibb – ének,  gitár, zongora, orgona, basszusgitár
- Robin Gibb – ének
- Vince Melouney – gitár
- Colin Petersen – dob
- stúdiózenekar Bill Shepherd vezényletével

## A lemez dalai
- When The Swallows Fly  (Barry, Robin és Maurice Gibb) (1968), stereo 2:22,, ének: Barry Gibb
- Give Your Best   (Barry, Robin és Maurice Gibb)  (1968), stereo 3:26, ének: Barry Gibb

## Top 10 helyezés
A kislemez zenei anyagából nem született Top 10 helyezés.

## A kislemez megjelenése országonként
- Hollandia, Belgium  Polydor 2058 149